# Pinch (musicien)
Pour les articles homonymes, voir Pinch.
Pinch, de son vrai nom Robert Huw Ellis, est un DJ et compositeur britannique de dubstep.

## Biographie
Ellis naît en Écosse mais déménage à Newport, au pays de Galles, à l'âge de 6 ans, où il grandit jusqu'à ce qu'il s'installe à Bristol, non loin de là, à l'âge adulte. Enfant, son intérêt pour la musique est influencé par son frère aîné qui lui fait écouter des cassettes de dub.
Il est connu pour sa fusion de styles tels que le reggae, les musiques du monde et le dancehall avec le dubstep, ainsi que pour son rôle de fondateur du label Tectonic et de cofondateur de la soirée Subloaded.
Il publie son premier album, Underwater Dancehall, en 2007, sur le label Tectonic. L'un des titres les plus connus de Pinch est Qawwali, sorti sur Planet Mu, qui fait référence au chant dévotionnel homonyme et contient des samples de l'harmonium et du chanteur Nusrat Fateh Ali Khan. Ses morceaux apparaissent sur des compilations telles que Box of Dub : Dubstep and Future Dub 2 (Soul Jazz Records), Science Faction : Dubstep (Breakbeat Science Recordings), 10 Tons Heavy (Planet Mu) et 200 (Planet Mu). Par la suite, il s'éloigne du dubstep pour se tourner vers la scène bass britannique, travaillant avec des producteurs tels que Mumdance et Adrian Sherwood.

## Discographie

### Albums studio
- 2007 : Underwater Dancehall (album double)
- 2008 : Pinch and Shackleton (album ; Shackleton)
- 2011 : Late Night Endless (avec Sherwood) (Tectonic)
- 2017 : Man vs. Sofa (avec Sherwood) (On-U Sound/Tectonics)
- 2020 : Reality Tunnels (Tectonic)

### EP et singles notables
- 2005 : War Dub/Alien Tongue (Tectonic)
- 2006 : Punisher (Planet Mu)